# Helen Wills Moody
Helen Newington Wills, I voto Moody, II voto Roark (ur. 6 października 1905 we Fremont, zm. 1 stycznia 1998 w Carmel-by-the-Sea) – amerykańska tenisistka, jedna z najbardziej utytułowanych zawodniczek w historii tenisa, zwyciężczyni 19 turniejów wielkoszlemowych w grze pojedynczej oraz 12 w grze podwójnej i mieszanej, mistrzyni olimpijska w singlu i deblu. Najbardziej znana pod nazwiskiem z pierwszego małżeństwa Helen Wills Moody. 

## Życiorys
Zdecydowanie dominowała w kobiecym tenisie na przełomie lat 20. i 30., przejmując rolę liderki od słynnej Francuzki Suzanne Lenglen; te dwie zawodniczki spotkały się na korcie tylko raz, kiedy Wills dopiero była u progu kariery – Lenglen wygrała 16 (lub 17) lutego 1926 w Cannes 6:3, 8:6, ale wkrótce przeszła do tenisa zawodowego, pozostawiając pole do popisu młodszej rywalce (wyrównany mecz w Cannes miał przyczynić się do przyspieszenia tej decyzji, niepokonana przez kilkanaście lat Lenglen mocno obawiała się porażki). Wills znana była ze spokoju na korcie, nie okazywała emocji (stąd otrzymała przydomek Little Miss Poker Face), a grę opierała na regularności i umiejętności przewidywania zagrań rywalek. Dysponowała także skutecznym slajsowanym serwisem. Była praworęczna.
W latach 1921–1922 Helen Wills zdobywała tytuły mistrzyni USA dziewcząt, w 1923 jako 17-latka zdobyła mistrzostwa kraju seniorek, stając się najmłodszą triumfatorką w historii. W 1924 była po raz pierwszy w finale Wimbledonu, ale poniosła wówczas porażkę (jedyną w swojej karierze w tym turnieju) z Kitty McKane 6:4, 4:6, 4:6. W tym samym roku pod nieobecność Lenglen zdobyła dwa złote medale na igrzyskach olimpijskich w Paryżu, w grze pojedynczej i podwójnej (w parze z Hazel Wightman). W latach 1927–1932 Wills pozostawała niepokonana, wygrywając wszystkie najważniejsze turnieje (poza mistrzostwami Australii, w których nie startowała), nie tracąc nawet seta. Dopiero Dorothy Round zdołała zmusić ją do trzysetowej walki w finale wimbledońskim w 1933, ale mecz i tak wygrała Wills (6:4, 6:8, 6:3). W 1928 Amerykanka była pierwszą zawodniczką z trzema singlowymi tytułami wielkoszlemowymi w jednym sezonie, a także pierwszą reprezentantką USA triumfującą na kortach im. Rolanda Garrosa. Jej osiem tytułów mistrzowskich w grze pojedynczej na Wimbledonie pozostawało rekordem aż do 1990 r., kiedy po dziewiąty triumf sięgnęła Martina Navrátilová. Z kolei liczba jej wszystkich sukcesów w grze pojedynczej w Wielkim Szlemie (19) stanowiła rekord do 1970 i została poprawiona przez Margaret Smith Court. W całej karierze Wills w turniejach wielkoszlemowych poniosła jedynie trzy porażki (przy 126 wygranych pojedynkach), za każdym razem dochodząc przynajmniej do finału.
Pod koniec kariery dopadła ją ta sama dolegliwość, co jej wcześniejszą rywalkę: obawiała się porażki z młodszymi zawodniczkami. Jedna z nich Helen Jacobs wspominała w pamiętnikach, jak jeden pojedynków z nią Wills wolała poddać tłumacząc się kontuzją, niż przegrać po sportowej walce; kontuzja ta nie przeszkodziła Amerykance kilkanaście minut później przystąpić do meczu deblowego.
W latach 1923–1938 Wills reprezentowała kraj w Pucharze Wightman, wygrywając 18 pojedynków i ponosząc 2 porażki. W 1959 została uhonorowana miejscem w Międzynarodowej Tenisowej Galerii Sławy. Była autorką podręcznika tenisowego Tennis (1928), autobiografii Fifteen-Thirty: The Story of a Tennis Player (1937) oraz kryminału z wątkami tenisowymi Death Serves an Ace (1939, z Robertem Murphym). W 1927 ukończyła studia plastyczne na Uniwersytecie Kalifornijskim w Berkeley, wielokrotnie wystawiała swoje obrazy. Pod koniec życia przekazała swojej dawnej uczelni 10 milionów dolarów na utworzenie instytutu neurobiologii, noszącego później jej imię (Helen Wills Neuroscience Institute).
Była dwukrotnie zamężna; w latach 1929–1937 jej mężem był Frederick Moody (pod nazwiskiem z tego małżeństwa była najbardziej znana), a po rozwodzie z nim wyszła za mąż w 1939 za Aidana Roarka.
Zwycięstwa i finały wielkoszlemowe:
- French Open
  - gra pojedyncza: zwycięstwa 1928, 1929, 1930, 1932
  - gra podwójna: zwycięstwa 1930, 1932
  - gra mieszana: finały 1928, 1929, 1932
- Wimbledon
  - gra pojedyncza: zwycięstwa 1927, 1928, 1929, 1930, 1932, 1933, 1935, 1938, finał 1924
  - gra podwójna: zwycięstwa 1924, 1927, 1930
  - gra mieszana: zwycięstwo 1929
- US Open
  - gra pojedyncza: zwycięstwa 1923, 1924, 1925, 1927, 1928, 1929, 1931, finał 1922
  - gra podwójna: zwycięstwa 1922, 1924, 1925, 1928, finał 1933
  - gra mieszana: zwycięstwa 1924, 1928, finał 1922